# Gdzie jest Elisa?
Gdzie jest Elisa? (hiszp. ¿Dónde Está Elisa?) – amerykańska telenowela z 2010 roku. Wyprodukowana przez wytwórnię Telemundo. Jest to remake telenoweli chilijskiej o tym samym tytule.
Telenowela została wyemitowana m.in.: w Stanach Zjednoczonych przez kanał Telemundo.

## Wersja polska
W Polsce telenowela emitowana była od 30 sierpnia 2010 do 19 stycznia 2011 przez TV Puls. Opracowaniem wersji polskiej na zlecenie Telewizji Puls zajęło się Studio Akme. Autorką tekstu była Agnieszka Wojciechowska. Lektorem serialu był Maciej Szklarz.

## Obsada
| Aktor                    | Postać               | Opis                                                        |
| ------------------------ | -------------------- | ----------------------------------------------------------- |
| Catherine Siachoque      | Cecilia Altamira     | Żona Bruno, siostra Mariano i Viviana, matka Eduarda i Flor |
| Sonya Smith              | Dana Riggs           | Matka Elisy, żona Mariano                                   |
| Gabriel Porras           | Mariano Altamira     | Ojciec Elisy, mąż Dany, brat Cecilii and Viviany            |
| Jorge Luis Pila          | Cristóbal Rivas      | Detektyw pracujący na sprawą zaginięcia Elisy, kocha Danę   |
| Ivelin Giró              | Viviana Altamira     | Żona José Ángela, siostra Mariano i Cecilii                 |
| Ismael La Rosa           | Nicolás del Valle    | Kochanek Cecilii, przyjaciel Mariano                        |
| Melvin Cabrera           | Ricardo de la Fuente | Pierwszy chłopak Viviany i jej najlepszy przyjaciel         |
| Karina Mora              | Gisela Cruz          | Datektyw, partnerka Cristobala                              |
| Claudia Moreno           | Isabel Ríos          | Sekretarka i kochanka Mariano                               |
| Rubén Morales            | Néstor Salazar       | Szef wydziału policji                                       |
| Carlos Augusto Maldonado | Briseño              | Asystent Cristobala i Guiseli                               |
| Vanessa Pose             | Elisa Altamira       | Córka Mariano i Dany, zaginiona                             |
| Carmen Aub               | Flor Cáceres         | Córka Cecilii i Bruna, siostra Eduardo                      |
| Mauricio Hénao           | Eduardo Cáceres      | Starszy syn Cecilii i Bruno, brat Flor                      |
| Jason Canela             | Santiago Rincón      | Jedyny syn Viviany i José Ángela                            |
| Gabriela Serrano         | Cristina Altamira    | Córka Dany i Mariano                                        |
| Tania Nieto              | Olga Altamira        | Najmłodsza córka Dany i Mariano                             |

Wystąpienia specjalne
| Aktor          | Charakter         | Kim jest                               |
| -------------- | ----------------- | -------------------------------------- |
| Omar Germenos  | José Ángel Rincón | Mąż Viviany, biznesowy partner Mariano |
| Roberto Mateos | Bruno Cáceres     | Mąż Cecilii, ojciec Eduarda i Flor,    |

Specjalne występy
| Aktor             | Postać              | Opis                          |
| ----------------- | ------------------- | ----------------------------- |
| Luís Celeiro      | Alberto Ventura     | Fałszywy porywacz Elisy       |
| Anabel Leal       | Lupe „Lupita” Olmos | Służąca w domy Dany i Mariana |
| Mildred Quiroz    | Amanda Goldstein    | Psychoterapeutka Cristóbala   |
| Marisela González | Adriana Castañeda   | Prokurator                    |
| Elizabeth Barón   | Lorena Sandoval     | Studentka Bruno               |
| Jorge Hernández   | Ferrara             | Agent policyjny               |
| Robert Avellanet  | Carillo             |                               |

Drugoplanowe role
| Aktor             | Postać          | Opis                               |
| ----------------- | --------------- | ---------------------------------- |
| Claudia Camacho   |                 |                                    |
| Catalina García   |                 |                                    |
| Tely Ganas        |                 |                                    |
| Leticia Morales   | Juana „Juanita” | Sprzątaczka w domu Cecilii i Bruna |
| Cristina Figarola |                 |                                    |
| Jorge Luís García |                 |                                    |
| Dwayne Britton    | Alex            | Gej, przyjaciel Ricarda            |
| Lavinia Castro    | Norma           |                                    |
| Karina Flores     | Martha          | Przyjaciółka Isabel                |
| Ramiro Terán      | Felipe Raseto   | adwokat Bruno                      |
| Juan Cepero       |                 |                                    |
| José Santana      |                 |                                    |